# Nielubia (przystanek kolejowy)
Nielubia – przystanek kolejowy w miejscowości Nielubia, w woj. dolnośląskim, w Polsce.

## Ruch pasażerski[1]
| Rok  | Wymiana pasażerska na dobę |
| ---- | -------------------------- |
| 2017 | 0-9                        |